# 1411 Brauna
1411 Brauna је астероид главног астероидног појаса са пречником од приближно 31,17 .
Афел астероида је на удаљености од 3,164 астрономских јединица (АЈ) од Сунца, а перихел на 2,845 АЈ.
Ексцентрицитет орбите износи 0,053, инклинација (нагиб) орбите у односу на раван еклиптике 8,053 степени, а орбитални период износи 1902,595 дана (5,209 година).
Апсолутна магнитуда астероида је 10,90 а геометријски албедо 0,079.
Астероид је откривен 8. јануара 1937. године.